# Vaudoise aréna
La Vaudoise aréna es un complejo deportivo situado en Prilly, cerca de Lausana (cantón de Vaud, Suiza). Está dedicada a actividades sobre hielo y a otros acontecimientos. Fue inaugurada en 2019. Tiene capacidad para 9600 espectadores.

## Historia
La Vaudoise aréna está ubicada en el espacio que ocupaba anteriormente la Patinoire de Malley. Fue construida para los Juegos Olímpicos de la Juventud de Lausana 2020.
Acoge los partidos del Lausanne Hockey Club.
Fue inaugurada el 24 de septiembre de 2019.